# Вербена буэнос-айресская
Вербе́на буэнос-а́йресская (лат. Verbena bonariensis) — вид травянистых растений рода Вербена семейства Вербеновые, распространён в Южной Америке.

## Ботаническое описание

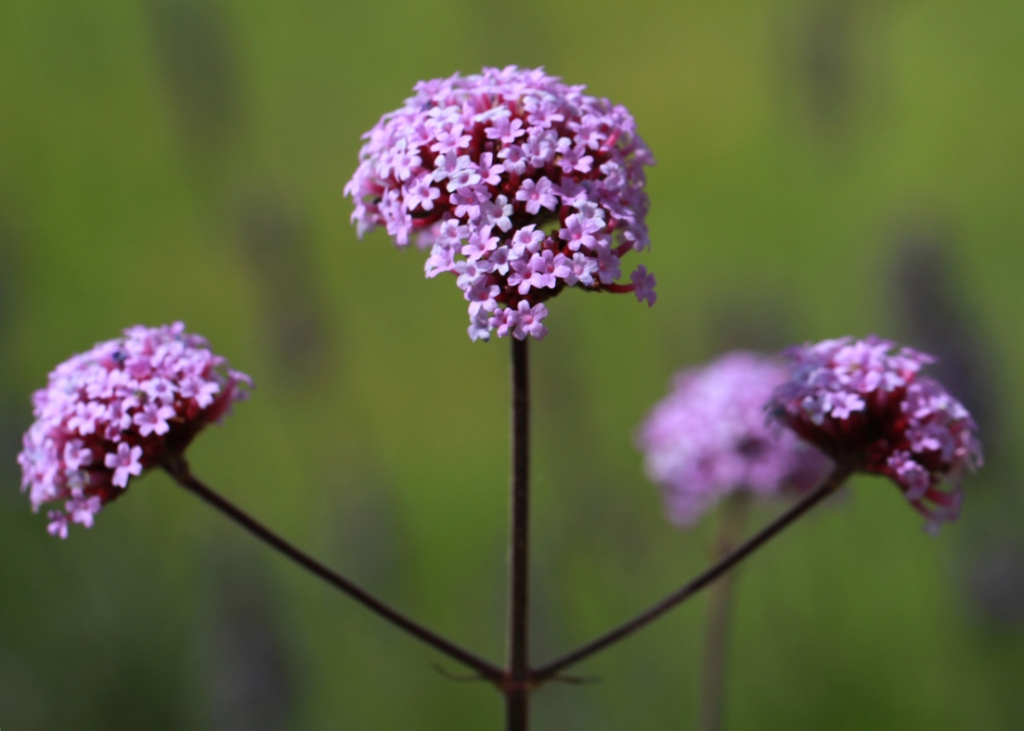
Соцветие с распускающимися цветками

Вербена буэнос-айресская — многолетнее травянистое растение высотой 120 см.
Стебель прямостоящий, к верху разветвляющийся.
Листья ланцетовидные, удлинённые, по краю зубчатые, расположены супротивно.
Цветки мелкие, аметистовой окраски, собраны в колоски, которые в свою очередь образуют многочисленные зонтиковидные соцветия. Цветёт обильно и продолжительно до глубокой осени. Массовое созревание семян наступает во второй половине сентября.
Плод — орешек.